# Ранденбург
Ранденбург (нід. Randenburg) — селище в нідерландській провінції Південна Голландія. Входить до муніципалітету Бодегравен-Реувейк. Його населення станом на 2007 рік складало 180 осіб.